# Jan Šulc (fotbalista)
Jan Šulc (* 2. červen 1998, Česko) je český fotbalový záložník, hráč klubu FC Slovan Liberec.

## Klubová kariéra

### Mládežnické roky
Šulc je odchovancem Liberce.

### FC Slovan Liberec
Premiéru v dresu prvního týmu Liberce si odbyl v březnu 2017 v utkání MOL Cupu proti Táborsku. V dané sezóně se dočkal debutu i v nejvyšší soutěži, když nastoupil do dvou zápasů, branku v nich nevstřelil.
V Liberci po dvou hostováních pokračoval od sezóny 2019/20, kdy ale nastupoval především za třetiligovou rezervu. V uvedeném ročníku odehrál 13 zápasů, ve kterých se střelecky neprosadil. Zkušenosti ale nabíral i v dresu prvního týmu, když nastoupil do dalších dvou zápasů nejvyšší soutěže.

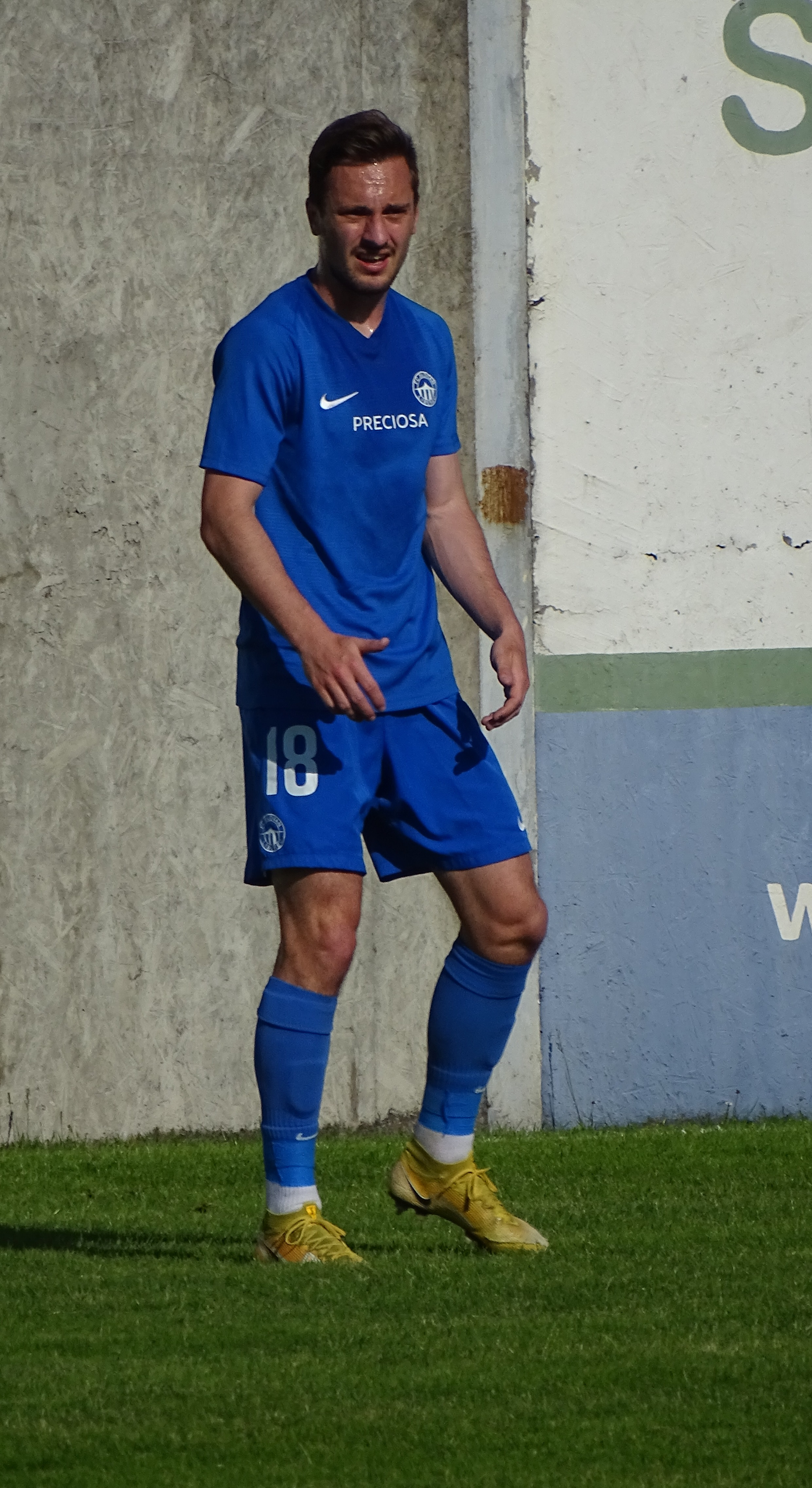
Šulc Jan v zápase s Ústím nad Orlicí, červen 2022

Také v sezóně 2020/21 pokračoval především v dresu rezervního týmu. Dočkal se ale i premiéry v evropských pohárech, když odehrál závěrečné minuty v utkání základní skupiny Evropské ligy proti Crvene Zvezdě Bělehrad. K 2. březnu 2021 pak v rozehraném ročníku nastoupil do 3 prvoligových utkání bez vstřelené branky.

#### FK Varnsdorf (hostování)
V červenci 2017 odešel na hostování do druholigového Varnsdorfu. Působil zde jednu celou sezónu a za tu dobu nastoupil do 12 ligových zápasů, ve kterých střelecky neuspěl.

#### 1. SC Znojmo (hostování)
Další hostování následovalo v červenci 2018, tentokrát do dalšího druholigového týmu, konkrétně do Znojma. Zde byl na hostování půl roku a za tu dobu odehrál šest ligových a dva pohárové zápasy bez vstřelené branky.

## Klubové statistiky
- aktuální k 2. březen 2021

| Tým                 | Sezona            | Liga   | Liga   | Pohár  | Pohár  | Evropské poháry | Evropské poháry |
| Tým                 | Sezona            | Zápasy | Branky | Zápasy | Branky | Zápasy          | Branky          |
| ------------------- | ----------------- | ------ | ------ | ------ | ------ | --------------- | --------------- |
| FC Slovan Liberec   | 2016/17           | 2      | 0      | 1      | 0      | -               | -               |
| FC Slovan Liberec   | 2019/20           | 2      | 0      | -      | -      | -               | -               |
| FC Slovan Liberec   | 2020/21           | 3      | 0      | 1      | 0      | 1               | 0               |
| FK Varnsdorf        | 2017/18 (2. liga) | 12     | 0      | -      | -      | -               | -               |
| 1. SC Znojmo        | 2018/19 (2. liga) | 6      | 0      | 2      | 0      | -               | -               |
| FC Slovan Liberec B | 2019/20 (3. liga) | 13     | 0      | -      | -      | -               | -               |
| FC Slovan Liberec B | 2020/21 (3. liga) | 7      | 3      | -      | -      | -               | -               |
| Celkem              | Celkem            | 45     | 3      | 4      | 0      | 1               | 0               |